# Batalla de Rocourt
La batalla de Rocourt fou una decisiva batalla en la Guerra de Successió Austríaca entre les tropes reials franceses de Maurici de Saxònia i les forces aliades del Regne Unit, Regne de Hannover, República neerlandesa i Àustria comandades per Carles de Lorena que va tenir lloc l'11 d'octubre de 1746 en una planura a Rocourt a prop Lieja al Principat de Lieja, en l'actualitat a Bèlgica. A l'època de la batalla, l'ortografia dels topònims encara no s'havia estandarditzat i per això, sobretot en texts angles es parla de la batalla de Roucoux, Rocoux o Rocour.
Els francesos van sortir victoriosos però no van poder destruir l'exèrcit de l'adversari, per què la ni havia caigut i els aliats poden retirar-se sense ésser perseguits. Tot i això les pèrdues humanes van ser considerables a ambdós costats. Després de la batalla França immediatament va ocupar la ciutat de Lieja i prendre el control dels Països Baixos austríacs fins que va haver de cedir aquest territori després de la pau general pactada al Tractat d'Aquisgrà del 1748. Les operacions militars van parar-se a causa de l'hivern. El principat de Lieja va mantenir la seva neutralitat, i les tropes dels aliats van instal·lar el seu camp d'hivern fora als pobles rurals fora de la ciutat al marge del Mosa. Les tropes franceses van acantonar-se al Brabant.